# 418
418 (CDXVIII) var ett normalår som började en tisdag i den julianska kalendern.

## Händelser

### December
- 27 december – Efter Zosimus död dagen innan väljs Eulalius till motpåve.
- 28 december – Sedan Zosimus har avlidit två dagar tidigare väljs Bonifatius I till påve.

## Födda
- Yūryaku, japansk kejsare
- Grata Justa Honoria

## Avlidna
- 26 december – Zosimus, påve sedan 417.